# Studenci (film 1916)
Studenci – polski, niemy film fabularny z 1916 roku. Film nie zachował się do naszych czasów.

## Opis fabuły
Film przedstawia losy dwóch młodych studentów, z których pierwszy postanawia poślubić wybrankę swego serca, zaś drugi porzuca swą miłość, gdy dowiaduje się, że ma ona zostać matką. Opuszczona i pozostawiona sama sobie kobieta umiera, osierociwszy małą córeczkę o imieniu Pola. Po kilkunastu latach dawny student, wówczas już inżynier, spotyka Polę nie wiedząc, że ta jest jego córką.

## Obsada
- Kazimierz Junosza-Stępowski jako Jan Paszkowski
- Władysław Grabowski jako Lucjan Ładnowski
- Lya Mara (Aleksandra Gudowiczówna) jako Stasia Majewska
- Rafaela Bończa jako Madzia Zielińska
- Pola Negri jako Pola, córka Stasi i Jana
- Józef Węgrzyn jako Henryk, syn Madzi i Lucjana